# Røgbølle Sø
Røgbølle Sø är en sjö på ön Lolland i Danmark. Den ligger i Region Själland, i den sydöstra delen av landet. Røgbølle Sø ligger 6 meter över havet. Den sträcker sig 2,6 kilometer i nord-sydlig riktning, och 1,9 kilometer i öst-västlig riktning och arean är 1,2 kvadratkilometer. 
Trakten runt Røgbølle Sø består till största delen av jordbruksmark och blandskog.